# Årets Alfred
Årets Alfred var ett pris som utdelades av skämttidningen Svenska Mad till den svensk eller svenska som under året som gått "skall ha gjort sig känd för yttrande eller gärning som står i överensstämmelse med vad Svenska Mad står för". 
Priset delades årligen ut den 10 december vid korvkiosken strax intill stadshuset i Stockholm, då själva stadshuset var upptaget på grund av ett annat Alfred-pris (Nobelpriset). Prisets namn anspelar därför både på Alfred E Neuman och Alfred Nobel.
Bland pristagarna fanns Leif Boork, Ingvar Oldsberg och Sven Melander.